# Cathbad
A la mitologia cèltica i irlandesa, Cathbad és el primer druida del Regne de l'Ulster, molt reputat com a profeta, i també un guerrer el nom del qual significa "matador en combat". La seva llegenda es conta al Cicle de l'Ulster.
Està nuvi amb la reina Ness, i els seus fills són el rei Conchobar mac Nessa i Findchoem, esposa d'Amergin. Cathbad és també pare dels druides Genann Gruadhsolus i Imrinn i avi de l'heroi Cú Chulainn, del que és tutor. Quan Setanta assoleix l'edat de cinc anys, ho rebateja com Cú Chulainn.
Mentre estaven en guerra Cathbad va assassinar els dotze tutors de Ness, la va sorprendre nua a punt de banyar-se i en represàlia va robar els seus vestits i armes. Cathbad li va assegurar que no perdria la vida si acceptava tres condicions: la pau, l'amistat i el matrimoni. El matrimoni seria provisional. Cathbad va profetitzar que la bonica i desgraciada Deirdre provocaria la destrucció de l'Ulster, i que el seu petit fill Cú Chulainn tindria una existència gloriosa, encara que breu.
A la narració La Tain Bo Cuailnge, provoca la mort de l'emissari Sualtam, que ha parlat sense permís, perquè segons un geis o tabú, «ningú no parla davant el rei i el rei no parla davant el seu druida».